# Luis Piñeyro
Luis Piñeyro (Ciudad de Buenos Aires, 14 de febrero de 1975) es un periodista y conductor de televisión y radio argentino.

## Biografía
Luis comenzó su carrera en Canal 13 como cronista en el programa TELESHOW (con Marley, Gabriela Guimarey, Horacio Cabak).
Luego de un año de trabajo en ese programa, se pasa a Canal 9 para comenzar a trabajar en Indiscreciones con Lucho Avilés dándole un enfoque distinto a las notas. 
1998 en ese año idea, produce y conduce junto a Catherine Fulop el programa METROSHOW (América TV). Recorrían el país, con entrevistas a famosos del espectáculo, el deporte y la moda. Se emitía los sábados 21hs.
Cuando ese ciclo finaliza, se suma al programa PAF conducido por Jorge Rial (América TV) y producido por Diego Gvirtz. 
2000 es el año en que PAF pasa a la noche cambiando el formato y convirtiéndose en un programa de debate de temas de actualidad.
En el 2001 vuelve a canal 9 y se suma al programa RUMORES (Rocasalvo - Monti).

"En realidad yo tuve buena suerte en el sentido de cómo me fui llevando con cada uno de ellos. Igualmente no soy un tipo complicado: hago mi laburo y me voy, no me quedo ni perdiendo el tiempo ni hablando de la gente ni nada".

En el 2002 se suma a INTRUSOS (América TV) conducido por Rial y con Luis Ventura, Marcela Coronel, Connie Ansaldi y Daniel Rinaldi como panelistas.
2003 sigue con INTRUSOS y por las tardes trabaja con Gerogina Barbarosa en el programa "DALE GEORGINA" que también se emitía por América TV, juntó a Franco Torchia y Marcela Baños.
2004 nace el programa INTOCABLES también por América TV en el horario que deja Intrusos por pasar a la noche. Allí trabajó todo el año como panelista junto a Horacio Cabak que era el conductor del ciclo y estaba acompañado por Beto Casella, Ventura, Tauro y Rinaldi.
En 2005 en INTRUSOS se destacan sus móviles divertidos desde la costa de Argentina.
Ese mismo año es parte de la nueva señal de noticias América 24 conduciendo el programa de Espectáculos en sus dos emisiones (a las 13hs y 19hs).
2006 conduce "GOU" programa en vivo de entretenimientos junto a Daniela Fernández (América TV) que se emitía de lunes a viernes. 
Y por las tardes se suma al equipo de Carlos Bilardo por Radio La Red.
2007 Intrusos/ América24 y en Radio FM93.1 Global Electrónica Station, conduce "BACKUP" Noticias, Tendencias y Música Electrónica.
2008 conduce "SECRETOS VERDADEROS" (América TV). Ese mismo año conducía los sábados el programa "DETRÁS de ESCENA" (América TV). Los domingos por la tarde "TOPTEN" junto a Connie Ansaldi (América TV). Y en el cable sigue con América24.
2009 Secretos Verdaderos y América24. Conduce las trasnoches de la señal junto a Soledad Villarreal.
2010 América Noticias y América24. Promediando la mitad del 2010 cambia de canal, sumándose a TELEFE con AM conducido por Vero Lozano y Leo Montero.
2011 de lunes a viernes AM y por las tardes PM (los dos de TELEFE) y los sábados PLF (AmericaTV).
2012 AM (TELEFE) y PLF (América TV).
2013 sigue con AM por TELEFE y se incorpora a CODIGOSILY programa de Radio en POPRADIO 101.5.
2014 arranca el año trabajando en TELEFE con el programa AM y por las tardes sigue en POPRADIO 101.5 con CODIGOSILY.
En abril se concreta su pase a IDEAS DEL SUR. Cambiando a Canal13 para trabajar en el programa ESTE ES EL SHOW con José María Listorti y Paula Chaves.
Fue coconductor en "La Cocina del Show", programa que se emitía los sábados por Canal 13 presentando el Back más divertido de ShowMatch.
2015 a su trabajo en Este es el Show, le suma la cobertura más completa del BackStage del Bailando, con los momentos claves de ShowMatch.
En abril es convocado nuevamente a POPRADIO 101.5 y se suma a CódigoSily.
En febrero de 2011 condujo junto a Mirtha Legrand, la XIII gala solidaria "Por amor a los niños" que se celebró en el Hotel Costa Galana, en Mar del Plata.

## Trayectoria

### Televisión
| Año           | Programa                    | Canal       |
| ------------- | --------------------------- | ----------- |
| 1996          | Teleshow                    | Canal 13    |
| 1997-1998     | Indiscreciones              | Canal 9     |
| 1999          | Metro Show                  | América TV  |
| 1999-2000     | Paf!                        | América TV  |
| 2001          | Rumores                     | Canal 9     |
| 2002-2008     | Intrusos en el espectáculo  | América TV  |
| 2003          | Dale Geogina                | América TV  |
| 2004          | Intocables                  | América TV  |
| 2004          | Detrás de escena            | América TV  |
| 2005-2010     | América 24                  | América TV  |
| 2006          | Gou                         | América TV  |
| 2008-2009     | Secretos Verdaderos         | América TV  |
| 2008          | TopTen                      | América TV  |
| 2010          | América Noticias            | América TV  |
| 2010-2014     | AM, antes del mediodía      | Telefe      |
| 2011          | PM, pasado el mediodía      | Telefe      |
| 2011-2012     | PLF                         | América TV  |
| 2014-2017     | Este es el show             | Canal 13    |
| 2014          | La cocina del show          | Canal 13    |
| 2018          | Pampita Online              | Telefe      |
| 2019          | Pampita Online              | Net TV      |
| 2018-2019     | Online                      | KZO         |
| 2019-presente | Gossip                      | KZO         |
| 2020-presente | Editando tele               | Net TV      |
| 2020-2021     | El show de los escandalones | América TV  |
| 2021          | El club de las divorciadas  | El Trece    |
| 2024          | Cuestión de Peso: El After  | República Z |

### Radio
Radio La Red
- Buenas tardes, Doctor

Global FM 93.1
- Back up

Pop 101.5
- Código Sily
- Menú Pop
- Volver a casa